# Conus michelcharlesi
Espèce
Conus michelcharlesi est une espèce de mollusques gastéropodes marins de la famille des Conidae.
Comme toutes les espèces du genre Conus, ces escargots sont prédateurs et venimeux. Ils sont capables de « piquer » les humains et doivent donc être manipulés avec précaution, voire pas du tout.

## Taxonomie

### Publication originale
L'espèce Conus michelcharlesi a été décrite pour la première fois en 2020 par les malacologistes Éric Monnier (d), Loíc Limpalaër et Fabrice Prugnaud dans « Xenophora Taxonomy »,.

### Synonymes
- Conus (Darioconus) michelcharlesi (Monnier, Limpalaër & Prugnaud, 2020) · appellation alternative
- Darioconus michelcharlesi Monnier, Limpalaër & Prugnaud, 2020 · non accepté (protonyme)